# Гаталак, Пётр Петрович
Пётр Петро́вич Гатала́к (25 июня 1885, Королевство Галиции и Лодомерии — 29 сентября 1949, Мукачево, УССР) — галицко-русский общественный и политический деятель, экономист и литератор.

## Биография
Родился в селе Бердыхов в Галиции (Австро-Венгрия, ныне Украина). В 1908 году окончил гимназию во Львове. В 1908—1910 годах учился в Венской коммерческой академии, Венском университете и Львовском университете. Из-за недостатка средств вынужден был прервать учёбу и выехать в поисках заработка в Россию, где работал в типографии и агентом по переселению на Дальний Восток. Накануне Первой мировой войны вернулся в Галицию, где с началом военных действий подвергся репрессиям за участие в русском движении, был направлен в крепость Терезин; его отца интернировали в концлагере Талергофе, где он и погиб.
Пётр Гаталак бежал из концлагеря, добрался до США и там основал Союз освобождения Прикарпатской Руси. 13 июня 1917 года по его инициативе был проведён Карпато-русский конгресс из представителей русинских земель Австро-Венгрии. Конгресс выступил за создание автономной Карпатской Руси в составе Восточной Галиции, Буковины и Закарпатья, и объединение новосозданного края с Россией. В 1919 году в составе делегации Карпато-русского конгресса выехал на Парижскую мирную конференцию, чтобы содействовать плану объединения Карпатской Руси с Россией. В составе делегации активно работали другие русские общественные деятели из Галиции — Дмитрий Марков и Дмитрий Вергун. План Карпаторусского конгресса не был принят британской и американской дипломатией, и был окончательно перечёркнут в связи с началом гражданской войны и иностранной интервенции в Россию.
После неудачи этого плана Пётр Гаталак поселился в Закарпатье, которое было присоединено к Чехословакии, в город Мукачево, где работал в Русском банке и Подкарпатском банке. Основал Союз карпаторусских американцев и Русский народный фонд.

## Сочинения
Пётр Гаталак оставил литературные и публицистические работы, а также воспоминания. Издания:
- «На алтарь отчизны» (Нью-Йорк, 1917), сборник рассказов и стихов,
- «Золотой век Прикарпатской Руси» (Ужгород, 1917),
- «Мой побѣг из Терезинской крѣпости» (1934),
- «Как возникла мысль присоединения Подкарпатской Руси к Чехословакии» (Ужгород, 1935, на чешском языке),
- «Чехи и карпатороссы» (1935).